# 2月10日
2月10日是公历（平年）一年中的第41天，离全年结束还有324天（闰年则还有325天）。

## 大事记

### 20世紀以前
- 589年：隋文帝灭陈朝，中国南北朝结束。
- 1258年：旭烈兀率领蒙古帝国军队攻陷阿拔斯王朝首都巴格达，伊斯兰黄金时代结束。
- 1763年：英国、法国、葡萄牙和西班牙共同签署《巴黎条约》，同意结束七年战争。
- 1837年：在與喬治·丹特斯決鬥後，俄羅斯文學家亞歷山大·普希金因為重傷逝世。

### 20世紀
- 1904年：日本与俄国正式就中國東北權益展開日俄战争。
- 1907年：中国在陕西延长勘定第一口石油矿井。
- 1919年：来自同盟国及美国的妇女团体召开国际联盟妇女大会，向参与巴黎和会的代表团提出妇女群体的诉求。
- 1931年：王明按照共产国际的指示精神，提出反对中国共产党六届三中全会的政治纲领，后被公认为“左倾冒险主义”。
- 1945年：德国邮轮冯·施托伊本将军号改装成的运兵船载着伤兵和难民在回航途中遭苏联潜艇击沉，死伤超过四千人。
- 1946年：重庆校场口惨案发生。
- 1952年：中华人民共和国政府以贪污罪名公开处决刘青山、张子善。
- 1953年：穆罕默德·纳吉布出任埃及總統 。
- 1958年：马寅初提出“新人口论”。
- 1962年：美国和苏联在德国柏林格利尼克桥分别交换弗朗西斯·鲍尔斯和鲁道夫·阿贝尔两名人质。
- 1964年：中国开展农业学大寨运动。
- 1971年：中華人民共和國與尼日利亞建交。
- 1985年：中国在南极洲的第一个科学考察站—长城站建成。
- 1996年：香港馬鞍山香港中國婦女會馮堯敬紀念中學多名師生在大埔八仙嶺遇上山火，共造成五名師生罹難，多人受傷，事後港府豎立了春風亭紀念慘劇。
- 1996年：美国IBM开发的超级电脑深蓝首次挑战俄罗斯西洋棋棋手加里·卡斯帕羅夫。

### 21世紀
- 2001年：美國海軍格林維爾號核動力攻擊潛艦與日本愛媛縣學校實習船發生相撞事故，造成9人死亡。
- 2005年：朝鲜宣布已拥有核武器。
- 2008年：南韩首都首尔的一号国宝崇礼门被一名老年男子纵火，导致整座木制城楼遭到烧毁。
- 2009年：美國銥衛星33號和俄羅斯宇宙2251衛星在地球軌道發生首起衛星碰撞事故。
- 2017年：香港一名60歲乘客張錦輝於一列港鐵荃灣綫列車上放火自焚，一死多人受傷。
- 2018年：香港872路線九巴在大埔公路發生嚴重意外，造成19死66傷。

## 出生
- 1118年：平清盛，日本平安時代武將、公卿、政治人物（1181年逝世）
- 1148年：丘处机，金末元初全真教掌教（1227年逝世）
- 1541年：足利義氏，日本戰國時代大名（1583年逝世）
- 1688年：愛新覺羅允禵，原名胤禎，康熙帝第十四子，恂郡王（1755年逝世）
- 1785年：克勞德-路易·納維，法國工程師、物理學家（1836年逝世）
- 1801年：林復齋，日本儒學學者、外交官（1859年逝世）
- 1842年：阿格尼絲·瑪麗·克勒克，英國天文學家（1907年逝世）
- 1846年：伊拉·雷姆森，美國化學家（1927年逝世）
- 1878年：珍妮·斯米利·羅伯遜，加拿大外科醫生（1981年逝世）
- 1882年：保羅·菲爾德斯，英國病理學家、微生物學家（1971年逝世）
- 1890年：范妮·卡普蘭，俄羅斯女性革命家，曾試圖暗殺列寧（1918年逝世）
- 1890年：鲍里斯·列昂尼多维奇·帕斯捷尔纳克，俄羅斯小說家，1958年諾貝爾文學獎得主（1960年逝世）
- 1894年：哈羅德·麥米倫，英國政治人物，前任英國首相（1986年逝世）
- 1898年：贝尔托·布莱希特，德国戏剧家（1956年逝世）
- 1899年：傑夫德特·蘇奈，土耳其政治人物，第5任土耳其總統（1982年逝世）
- 1902年：，美國物理學家，1956年諾貝爾物理學獎得主（1987年逝世）
- 1917年：陳達儒，台灣作詞家（1992年逝世）
- 1923年：張徹，香港导演（2002年逝世）
- 1927年：張積慧，中國人民志願軍空軍戰鬥英雄，中國人民解放軍空軍飛行員（2023年逝世）
- 1929年：杰里·戈德史密斯，美國電影配樂作曲家（2004年逝世）
- 1929年：李福兆，前香港交易及結算所主席（2014年逝世）
- 1930年：勞勃·韋納，美國男演員
- 1935年：米洛斯拉夫·布拉澤維奇，克羅埃西亞足球教練（2023年逝世）
- 1936年：亞伯拉罕·藍波，以色列計算機科學家（2023年逝世）
- 1949年：柯一正，台灣導演
- 1951年：羅伯特·艾格，美國商人、傳媒高級行政主管，現任華特迪士尼公司執行長
- 1952年：李显龍，新加坡政治人物，第3任新加坡總理
- 1954年：林崑海，台灣節目製作人、企業家，三立電視共同創辦人（2022年逝世）
- 1956年：埃內爾·索本嘉，吐瓦魯政治人物，第14任吐瓦魯總理
- 1957年：山田章博，日本插畫家、漫畫家
- 1958年：池端隆史，日本動畫演出家、動畫導演
- 1960年：及川眠子，日本詞作家
- 1962年：杜德偉，香港男歌手
- 1962年：莉萨·布伦特·罗切斯特，美國政治人物
- 1965年：井上杏美，日本女歌手
- 1966年：池錫辰，韓國藝人、主持人
- 1966年：維克多·維斯科沃，美國投資者、探險家
- 1967年：蘿拉·鄧恩，美國女演員
- 1967年：莉薩·德穆思，美國政治人物，現任明尼蘇達州聯邦眾議員
- 1974年：伊莉莎白·班克斯，美國女演員、導演、製片人
- 1975年：李壽根，韓國主持人、搞笑藝人
- 1976年：李湘，中國主持人
- 1979年：賈欣惠，台灣女演員
- 1979年：安東·格拉先科，烏克蘭政治人物
- 1980年：胡琳，香港女藝人
- 1981年：曹如晶，韓國女演員
- 1981年：烏佐·阿杜巴，美國女演員
- 1981年：史蒂芬妮·碧翠絲，美國女演員
- 1982年：細谷佳正，日本男性聲優
- 1982年：湯姆·希林，德國男演員
- 1982年：河锡辰，韓國男演員
- 1983年：朱利斯·歐納，奈及利亞裔美國導演、編劇、製片人、演員
- 1985年：保羅·米爾薩普，美國職業籃球員
- 1986年：克里斯多福·阿伯特，美國男演員
- 1986年：，阿根廷職業足球運動員
- 1986年：拉達梅爾·法爾考，哥倫比亞職業足球運動員
- 1987年：王羽佳，中國鋼琴家
- 1988年：邱昊奇，台灣男演員
- 1988年：山村響，日本女性聲優
- 1988年：西明日香，日本女性聲優
- 1989年：李杰宇，台灣男歌手
- 1989年：肖國棟，中國職業司諾克選手
- 1990年：李雨奚，中國女歌手
- 1990年：秀英，韓國女子偶像團體少女時代成員
- 1990年：聶凡格，華裔美國女藝人
- 1990年：潘宇謙，香港男歌手
- 1991年：艾瑪·羅勃茲，美國女演員
- 1992年：福原凱倫，日裔美國女演員
- 1992年：雅科波·德齊，義大利男子足球運動員
- 1992年：波利娜·費朗-普雷沃，法國女子自行車運動員
- 1993年：米婭·卡莉法，黎巴嫩前知名色情明星
- 1994年：孫娜恩，韓國女子偶像團體Apink成員
- 1994年：康瑟琪，韓國女子偶像團體Red Velvet成員
- 1995年：奈緒，日本女演員
- 1997年：莉莉·金，美國女子游泳運動員
- 1997年：克蘿伊·葛蕾絲·摩蕾茲，美國女演員
- 1998年：若山詩音，日本女性聲優
- 1999年：金定恩，韓國女子偶像團體本月少女成員
- 2000年：張藝凡，中國女子偶像團體硬糖少女303成員
- 2003年：亞瑪莉沙·基亞拉·托特，匈牙利職業網球運動員
- 生年不詳：長岡龍步，日本男性聲優

## 逝世
- 840年：唐文宗李昂，唐朝皇帝（809年出生）
- 1131年：鲍德温三世，耶路撒冷国王
- 1242年：四條天皇，日本第87代天皇（1231年出生）
- 1306年：巴登諾克的約翰·科明三世，蘇格蘭貴族（1274年出生）
- 1307年：元成宗铁穆耳，元朝皇帝（1265年出生）
- 1722年：巴索羅繆·羅伯茨，威爾斯海盜（1682年出生）
- 1755年：孟德斯鸠，法国资产阶级的启蒙思想家和法学家（1689年出生）
- 1837年：亞歷山大·普希金，俄国诗人、俄罗斯近代文学奠基人（1799年出生）
- 1865年：海因里希·楞次，俄国物理学家（1804年出生）
- 1878年：克洛德·貝爾納，法國生理學家（1813年出生）
- 1888年：松浦武四郎，日本探險家（1818年出生）
- 1891年：索菲娅·柯瓦列夫斯卡娅，俄国数学家（1850年出生）
- 1912年：约瑟夫·李斯特，英國外科醫生（1827年出生）
- 1918年：阿卜杜勒-哈米德二世，鄂圖曼帝國蘇丹、哈里發（1842年出生）
- 1960年：J·H·律敦治，香港企業家、慈善家（1880年出生）
- 1895年：刘步蟾，中国北洋海军定远号管带（1852年出生）
- 1923年：威廉·伦琴，德国物理学家（1845年出生）
- 1952年：張子善，中國共產黨天津地區專員，因貪污罪被槍殺。（1914年出生）
- 1952年：劉青山，中國共產黨天津地區專員，因貪污罪被槍殺。（1916年出生）
- 1952年：乔治·戴维斯（英语：George Andrew Davis, Jr.），美国二战空战英雄，在朝鲜战争中阵亡（1920年出生）
- 1962年：諾曼·伯基特，英國法官，第一代伯基特男爵（1883年出生）
- 1975年：戴夫·亞歷山大，美國音樂家，丑角合唱團貝斯手（1947年出生）
- 1984年：王序，中国化学家（1912年出生）
- 1993年：本特·埃德倫，瑞典天文學家（1906年出生）
- 2000年：姬鹏飞，中国政治家、外交家（1910年出生）
- 2002年：特拉德·荣格，希特勒秘书（1920年出生）
- 2005年：亞瑟·米勒，美國劇作家（1915年出生）
- 2007年：鄭多彬，韓國女演員（1980年出生）
- 2007年：吳瑞，中央研究院院士、中國工程院院士、美國科學促進會會士。（1928年出生）
- 2013年：庄则栋，中国乒乓球运动员。（1940年出生）
- 2014年：秀蘭·鄧波爾，兒童時期為美國著名童星之一，美國歷史上第一位女禮賓司司長[1]。（1928年出生）
- 2015年：邓力群，中共元老，中国政治家、思想理论家。（1915年出生）
- 2017年：哈爾·穆爾，美國陸軍退役中將，最出名的一次作戰為越戰擔任美國陸軍第7騎兵團第1營中校營長時指揮的德浪河谷戰役[2]。（1922年出生）
- 2019年：雙羽黑光司，日本相撲力士，第60代橫綱。（1963年出生）
- 2022年：曼努埃爾·埃斯基韋爾，貝里斯政治人物，第2任伯利兹总理。（1940年出生）
- 2023年：翟中和，中國細胞生物學家。（1930年出生）
- 2023年：卡洛斯·索拉，西班牙導演、攝影家。（1932年出生）
- 2023年：謝爾蓋·捷列先科，哈薩克政治人物，前任哈薩克總理。（1951年出生）
- 2024年：愛德華·洛瓦薩，坦尚尼亞政治人物，第8任坦尚尼亞總理。（1953年出生）

## 节假日和习俗
- 国际气象节
- 義大利：流亡者和福伊貝國家紀念日（英语：National Memorial Day of the Exiles and Foibe）